# Ellingshausen
Ellingshausen település Németországban, azon belül Türingiában. Lakosainak száma 205 fő (2023. december 31.).

## Népesség
A település népességének változása:
| Lakosok száma | 246  | 233  | 232  | 210  | 203  | 205  |
|               | 2014 | 2017 | 2019 | 2021 | 2022 | 2023 |